# Милан Марков
Милан Генчев Марков е български юрист и общественик, основател и редактор на вестник „Право“, един от основателите на Съюза на българските адвокати. Активен деятел в борбите за освобождението на Добружда. Автор на основни трудове свързани с Добруджанския въпрос и яростен защитник на безусловните права на България в спора. Виден столичен адвокат и блестящ родолюбец, един от големите българи на Тулча.

## Биография
Роден в град Тулча. Емигрирал в София с една от първите български бежански вълни след като Северна Добруджа е предоставена на Румъния през 1878 по силата на Берлинския договор. Завършва Парижкия факултет по право. През 1916, като прокурор при Софийския военно-полеви съд, Милан Марков е отговорник координатор на Научната експедиция в Добруджа през 1916 г. Инициатор на първия Добруджански събор, в Бабадаг през 1917 за приобщаване на местното българско население. След Първата световна война е делегат на българското правителство в Берлин и Брест-Литовск с указания за извоюване освобождението на целокупна Добруджа.
Милан Марков почива на 10 май 1941 г. в София.

### Трудове
- Политическата съдба на Добруджа след Берлинския конгрес 1878 – 1916, издателство Добруджа 1917
- Историческите права на България върху Добруджа, Държавна печатница 1917